# Bernardino Soto Estigarribia
Bernardino Soto Estigarribia (* 20. května 1952 Coronel Oviedo) je paraguayský armádní generál a politik.

## Biografie
V roce 1972 vstoupil na vojenskou akademii. Následovala dlouhá léta vojenské kariéry, kterou zakončil jako generál (hodnosti dosáhl v roce 2007). Mimo jiné působil jako instruktor na School of the Americas.
V letech 2013 až 2015 byl ministrem obrany Paraguaye ve vládě prezidenta Horacia Cartese. Od roku 2018 je opět ministrem obrany Paraguaye.